# Distrito de Thrissur
Thrissur (en malayalam; തൃശ്ശൂർ ജില്ല) es un distrito de India, en el estado de Kerala. 
Comprende una superficie de 3 032 km².
El centro administrativo es la ciudad de Thrissur.

## Demografía
Según censo 2011 contaba con una población total de 3 110 327 habitantes.